# 拉夫里夫卡 (多林斯卡區)
48°11′46″N 32°31′11″E / 48.19611°N 32.51972°E
拉夫里夫卡（烏克蘭語：Лаврівка），是烏克蘭中部的村莊，隸屬基洛夫格勒州的克羅皮夫尼茨基區。該村始建於1889年，面積1.27平方公里，海拔高度90米，2001年人口338，人口密度每平方公里267.2人。